# Therizinosaurus
Therizinosaurus ("gušter s kosom", od grčkog terizo - "kositi" ili "rezati" i sauros - "gušter") je rod vrlo velikih teropodnih dinosaura. Therizinosaurus je živio u periodu kasne krede, prije oko 70 milijuna godina i bio je jedan od najvećih i posljednjih predstavnika jedinstvene grupe Therizinosauria. Njegovi fosili po prvi su put otkriveni u Mongoliji i isprva su se smatrali ostacima neke vrste kornjače (a odatle potječe i naziv vrste, T. cheloniformis — "napravljen od kornjače"). Do danas je pronađeno vrlo malo kostiju, uključujući i ogromne pandže po kojima je dobio svoj naziv.

## Otkriće i naziv
Prvi fosilni ostaci Therizinosaurusa otkriveni su u kasnim 1940-im u sovjetsko-mongolskoj ekspediciji u formaciji Nemegt na jugozapadu Mongolije. Ekspedicija je otkrila nekoliko ogromnih pandži koje su bile duge gotovo 1 metar. Opisao ih je ruski paleontolog Evgeny Maleev 1954. godine; smatrao je da su pripadale velikom gmazu nalik na kornjaču. Međutim, nije bilo poznato kojem su stvorenju pripadali ti ostaci sve do ranih 1950-ih, kada su daljnje ekspedicije otkrile još fosila: još nekoliko pandži i dijelove prednjih i zadnjih udova. Naknadna otkrića na sjeveru Kine omogućila su paleontolozima da sastave opću koštanu strukturu te životinje, za koju je otkriveno da je bila dinosaur, a ne kornjača. Međutim, koji je tip dinosaura bio u pitanju ostalo je kontroverzno. Neki su njegovo tijelo i glavu rekonstruirali kao kod karnosaura s pandžom kao kod Deinonychusa.
Otkriće da su zagonetni segnosauri (uključujući i Erlikosaurusa i Segnosaurusa) zapravo bili teropodi pomoglo je u osvjetljavanju srodnosti Therizinosaurusa. Predložene su razne teorije kao objašnjenje porijekla "segnosaurida", a neki su znanstvenici predlagali da su oni potomci sauropodomorfa ili čak da nisu pripadnici ni Ornithischia ni Saurischia; međutim, novi, dobro očuvani fosili kao što su oni od Alxasaurusa (1993.) i Beipiaosaurusa (1996.) pružili su detaljnije informacije o zdjelici kao kod ptica, stopalima i lubanjama primitivnijih članova i pomogli su u potvrđivanju teze da su segnosauridi pripadali istoj grupi teropodnih dinosaura kao i Therizinosaurus (pa se zbog toga danas nazivaju terizinosauridima) i da su terizinosauridi, zapravo, napredni teropodni biljožderi.

## Osobine
Iako su fosilni ostaci Therizinosaurusa nepotpuni, na osnovu osobina njegovih srodnika mogu se napraviti zaključci o njegovim fizičkim osobinama. Kao i drugi pripadnici porodice Therizinosauridae, Therizinosaurus je vjerojatno imao malenu glavu na dugom vratu, bio je dvonožac i imao je duboko i teško tijelo. Njegovi prednji udovi možda su bili dužine i od 2,5 m. Zadnji udovi su završavali s četiri prsta koja su nosila težinu tijela, za razliku od drugih teropoda kod kojih je prvi prst bio smanjen.
Najupadljivija osobina Therizinosaurusa bilo je prisustvo ogromnih pandži na prstima prednjih udova. One su bile izrazito velike kod Therizinosaurusa, i iako su ostaci najvećih primjeraka nepotpuni, vjerojatno su bile duge gotovo jedan metar.

## Paleobiologija
Ishrana Therizinosaurusa je nepoznata, jer nisu pronađeni ostaci lubanje koji bi dali dokaze o njegovoj ishrani. Međutim, kao i ostali terizinosauri, vjerojatno je bio biljožder.
Postoji nekoliko funkcija kojima su ogromne pandže mogle služiti, kao što je obrana od grabežljivaca (recimo Tarbosaurusa) i u međusobnim borbama, npr. za teritorij ili partnera, a možda i za privlačenje grana s lišćem prema ustima. Moguće je da su pandže služile svim ovim funkcijama, a ne samo jednoj.